# Missutjärnen
Missutjärnen är en sjö i Vindelns kommun i Västerbotten och ingår i Umeälvens huvudavrinningsområde. Tjärnen är en vattenfylld dödisgrop utan utlopp som omges av äldre tallskog. Den ligger i Ekopark Skatan och passeras av Isälvsleden. Invid tjärnen finns ett vindskydd och en övernattningsstuga.